# Двупръста амфиума
Двупръстата амфиума (Amphiuma means) е вид земноводно от разред Опашати земноводни, срещащо се изключително на територията на САЩ.

## Общи сведения
По тялото наподобява змиорката. Има силно недоразвити крайници, чиято дължина не надвишава 3 cm. На тялото си отстрани имат вертикални бразди.
- Дължина на тялото: до 1 m

## Разпространение
Обитава югоизточните части на САЩ – от Вирджиния до южния край на полуостров Флорида и до южната част на Мисисипи.

## Природозащитен статут
- Червен списък на световнозастрашените видове (IUCN Red list) – Незастрашен (Least Concern LC)[2]